# 胡里奧·特倫西
胡里奧·特倫西（西班牙語：Julio Terrazas Sandoval，1936年3月7日—2015年12月9日），是天主教玻利維亞籍司鐸級樞機和贖世主會會士。也是前聖克魯茲總教區總主教。

## 生平
胡里奧生於1936年3月7日，玻利維亞中南部聖克魯斯省的城鎮巴耶格蘭德。他於1962年7月29日，在贖世主會晉鐸。他在法國獲得了社會部學位。
1978年6月8日晉牧，並被時任教宗若望·保祿二世任命為拉巴斯總教區輔理主教，領銜阿皮薩馬尤斯教區主教。1982年1月9日至1991年2月6日，任奧魯羅教區主教。1991年2月6日，改任命為聖克魯茲總教區總主教。2001年2月21日被任為司鐸級樞機。直到2013年5月25日榮休，及由Sergio Alfredo Gualberti Calandrina接替成為聖克魯茲總教區正權總主教。2015年12月9日在玻利維亞聖克魯斯去世，享年79歲。